# Іван Потребацький
Іван Потребацький (*, д/н —1588) — український політичний та військовий діяч, запорізький гетьман.

## Життєпис
Про батьків, місце йдату народження немає відомостей. Уславився у походах Дем'яна Скалозуба, Богдана Мокашинського, а також звитяжив у походах Стефана Баторія проти Московського царства. Водночас стає відомих серед городивих козаків. 
У 1588 році всупереч наполяганням польського уряду обирається старшим козаків та гетьманом. Обставини цієї події знані слабко: за деякими згадками, спирався на козаків Канева, Черкас та Переяслава, яких звільнили з королівської служби після завершення війни з Московщиною. Тому Потребацький вирішив очолити ці загони для нападу на московські міста.
Того ж року він разом з козаками з'явився у Воронеж, оголосивши тамтешньому воєводі, що вони зібралися, разом з донцями, воювати татар і просять надати їм час відпочити і погодуватися в Воронежі. Воєвода, не підозрюючи підступу козаків, помістив їх в острозі міста й наказав видати харч. Втім, вночі козаки несподівано запалили місто і, винищивши під час пожежі багато людей, пішли назад. Цар Федор I звернувся зі скаргою на козаків київському воєводі, князю Костянтину Острозькому. 
Зрештою Олександра Вишневецький наказав Івана Потребацкого, що було зроблено. Також у полон потрапило 70 козаків. Було заявлено, що призвідники нападу на Вороніж покарані. Втім, оскільки Вишневецький на той час намагався дотримуватися добрих стосунків з козаками, то, можливо, Потребацького було згодом звільнено. Проте жодних відомостей про нього після 1588 року нема.